# Aurora Perea Mené
Aurora Perea Mené   (Bielsa, 1910 - Buenos Aires, 1969) fou parella de l'escriptor Josep Pla i Casadevall entre 1940 i 1945 Quan ella va emigrar a l'Argentina, la va anar a trobar diverses vegades entre 1958 i 1966 i es convertí en la destinatària d'una intensa i obsessiva correspondència eròtica, com queda constància als volums editats fins ara de Notes per a un diari.

## Biografia
Nascuda a Bielsa (Osca) el 1910, en el si d'una família humil que va emigrar a Catalunya. La mare es deia Florència i els germans Modesta i Manuel. Durant la guerra civil, la família residia a Altafulla (Tarragona), on el seu germà estava inscrit com a carrabiner a la caserna de Baix a mar. Amb la derrota del bàndol republicà, Manuel marxà a l'exili a França. Al seu retorn, greument malalt de tuberculosi, va ser detingut, processat i condemnat a la pena capital, que li va ser commutada a trenta anys per la seva mala salut. Va romandre a la presó durant tres anys i finalment va ser alliberat per anar a morir a casa seva. Diversos testimonis recorden Aurora Perea cercant avals, i anant pels volts de la Presó de Pilats (Tarragona) per mostrar el seu nebot Rolando al jove pare, que l'havia de mirar des de la finestra de la cel·la. La muller de Manuel havia mort de part.
La primera de les escasses descripcions existents d'Aurora Perea, la va fer l'editor i escriptor Josep Vergés i Matas a Imatge de Josep Pla. Es tractava d'una jove modista, que en les difícils condicions de la postguerra espanyola, intentava sobreviure com a cosidora d'ofici, i potser ocasionalment com a cambrera. Segons explicava el mateix Josep Pla, la va conèixer a Mataró, en un moment complicat de la seva carrera periodística en que gairebé estava retirat de la vida pública i passava llargs períodes de solitud a la Cala Fornells (Empordà) després de separar-se d'Adi Enberg. Aurora Perea, quinze anys més jove, li va aportar una nova joia de viure i escriure i aviat van iniciar una relació de parella, essent la dècada de 1940 una de les més prolífiques i determinants, encara que poc coneguda, en la vida de l'escriptor.
Traslladats a L'Escala (Girona), van conviure en diversos domicilis. En un opuscle de la col·lecció Fulls d'història local, Miquel D.Piñero i l'arxivera municipal Lurdes Boix Llonch, en ocasió del centenari de Pla, publiquen diversos testimonis de l'època que descriuen Aurora Perea com una noia molt maca, dolça i discreta, afirmaven que Pla havia tingut molta sort, ja que el cuidava i l'atenia amb paciència i dedicació, especialment quan, el febrer de 1942, va estar greument malalt en contreure un tifus complicat amb pleuresia, que el va mantenir allunyat de qualsevol activitat durant més de dos mesos.
No obstant això, l'any 1945, al cap de cinc anys de convivència, Aurora Perea s'adonà que res del que fes serviria per consolidar la relació. Josep Pla feia gala en públic i en privat de la seva misogínia, exhibia una actitud barroera per justificar la seva indecisió a l'hora d'estabilitzar la seva vida. En aquelles condicions, ella va decidir enfocar el seu futur cap a altres horitzons, i va tornar a Barcelona al redós de la família. Tot i així, continuaren llurs trobades ocasionals, fins que el 1948 ella emigrà sola a l'Argentina, emparada per tres oncles materns que eren allà des de feia temps. El 1950 es reagrupà definitivament a Buenos Aires amb la mare, la germana i els dos nebots, Rolando, fill del seu germà (orfe de pare i mare), i Mari-Carmen, filla de la germana, que havia nascut a Altafulla el 18 de gener de 1939. L'any 1952, Aurora Perea es casà amb Pedro Carnicero Garcés, un home d'origen espanyol, vint anys més gran que ella.
La segona etapa de la relació amb Pla, s'inicia quan ell, a les portes de la vellesa, es veu assaltat pels records, les reflexions sobre la vida passada, la sensualitat i la nostàlgia de l'amor perdut. Malgrat el temps i la distància, no ha pogut oblidar Aurora. La seva figura reapareix amb força, i li escriu gairebé cada dia, ella li respon i mantenen una intensa correspondència eròtica que Ell anomena Retour d'âge, de la qual ha quedat constància en els seus dietaris, recopilats posteriorment en el llibre La vida lenta, on esmenta Aurora més de quatre-centes vegades, en el marc d'aquella obsessiva relació a distància.
El 21 de gener de 1966, gairebé amb setanta-un anys, Pla embarca a Tenerife a bord del petrolier Victòria, que el portarà a Veneçuela, des d'on es desplaçarà a Buenos Aires per retrobar Aurora. El 24 de gener escriu a bord: “Penso en Buenos Aires… quan hi podré arribar?”. El 9 de març, havent passat prop d'un mes amb Aurora, Pla marxa en avió a Sao Paulo i escriu: “Matí molt afectat per A... aquesta dona és molt complexa”. El dia 16 de març, ja a Barcelona, escriu: “Què haig de fer? He tornat molt perplex...”
La correspondència assídua i quatre viatges més de Pla a l' Argentina, van permetre que seguissin mantenint el contacte. L'última carta d'Aurora Perea ressenyada a Notes per un diari, és del 25 de març de 1968. Perea moriria pocs mesos després de càncer a Buenos Aires, i Josep Pla, en rebre la notícia, li dedica un poema descarnat, Mentre moria Aurora, que forma part dels vint-i-cinc versos del Retour d´âge, al llibre Notes per a Sílvia. Josep Verges va publicar aquests manuscrits, trobats al Mas Llofriu el 1984, en el volum 44 de l'obra completa de Josep Pla, amb el títol "Darrers escrits".
Aurora Perea havia quedat durant llargues dècades a l'oblit, fins que el periodista i escriptor Xavier Febrés, en els llibres Les dones de Josep Pla i Josep Pla, Biografia de l'homenot, trenca el silenci i revela aspectes desconeguts o volgudament envoltats de misteri sobre l'enigmàtica A..., la dona més important de la maduresa de Pla, a la qual va dedicar milers de pàgines en cartes i fulls de dietari, essent l'única dona que cita quan sent pròxima la pròpia mort, ocorreguda el 23 d´abril de 1981.
El 8 de març de 1998, la professora de literatura de la Universitat de Barcelona, Anna Caballé, i el periodista Arcadi Espasa, publicaven al diari El Pais el resultat de les indagacions fetes a Buenos Aires per l'advocat i periodista argentí Beltrán Gambier, al voltant de la identitat d'Aurora Perea. Més endavant, Francesc Blanc Canyelles publicà a Estudis Altafullencs l'artícle «"A.del sud": Aurora Perea Mené, germana del carrabiner de baix a mar». També els diaris ABC, Ara i la Fundació Josep Pla, avalen en diverses publicacions la influència indiscutible d'Aurora Perea en la vida i l'obra de Josep Pla.